# دین در ترکیه
ترکیه از لحاظ تاریخی کشوری بوده که پراکندگی دینی بسیاری داشته است؛ با حدود ۲۰٪ جمعیت غیر مسلمان در دوران جنگ جهانی اول ، جمعیت غیر مسلمانان ترکیه به طور قابل توجهی پس از نسل کشی اواخر دوران عثمانی، تبادل جمعیت بین یونان و ترکیه و مهاجرت مسیحیان و یهودیان از این کشور، کاهش یافته است و با این حساب در حال حاضر دین اسلام ، بیشترین پیرو را در ترکیه دارد. بر اساس گزارش های استانی، ۹۹.۸ درصد از جمعیت از ابتدا به عنوان مسلمان ثبت شده اند. حدود ۹۰٪ جمعیت ترکیه از اسلام سنّی پیروی می‌کنند. بیشتر سنّی های ترک ، به مکتب فقهی حنفی تعلق دارند. ۰/۲٪ باقی مانده از جمعیت،مسیحیان و پیروان دین های به رسمیت شناخته شده دیگری مثل یهودیت هستند. شمار رسمی افراد مسلمان شامل مردم بی دین ، مردمی که دین خود را تغییر دادند و همه اشخاصی که پیرو دین دیگری به جز دین پدر مادر مسلمان خود هستند ولی اقدام به تغییر دین در شناسنامه خود نکردند می‌شود. شهروندان این تغییر دین را می‌توانند (از ماه می سال ۲۰۲۰ میلادی)از طریق پر کردن یک درخواست دولت الکترونیک رسمی کنند یا حتی آن را باطل کنند. این کار با استفاده از یک امضای الکترونیک معتبر برای امضا کردن درخواست الکترونیک انجام می‌شود.

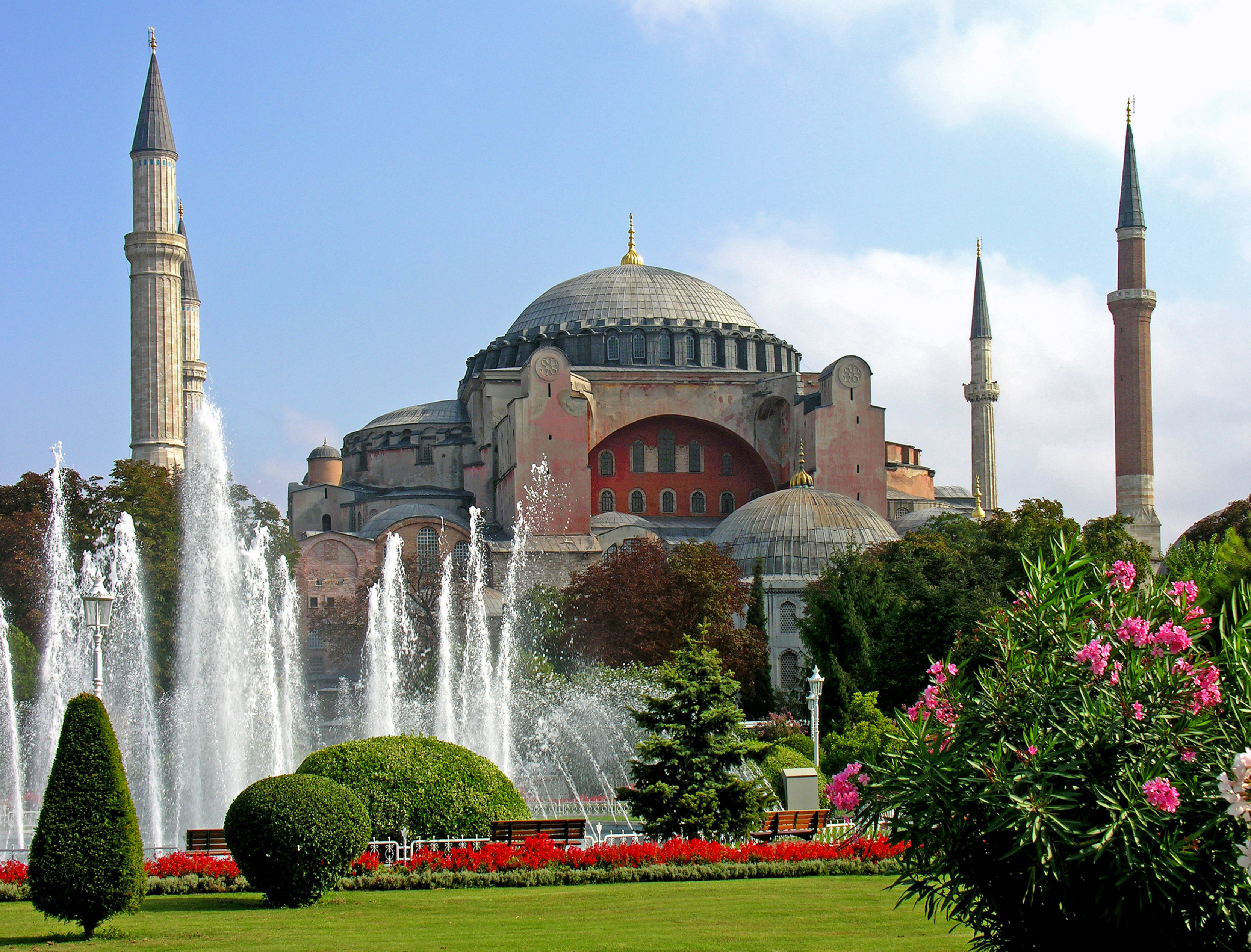
شناخته شده ترین بنای مذهبی ترکیه،ایاصوفیه. این بنا که اکنون به عنوان مسجد استفاده می‌شود، در اصل در قسطنطنیه و در قرن ۶ میلادی توسط امپراطور ژوستینیان از امپراتوری بیزانس ساخته شده است.

ترکیه در سال ۱۹۲۸ و پس از اصلاحات قانون اساسی به صورت رسمی یک کشور سکولار بدون دین رسمی شناخته شد؛که بعد ها در زمان آتاترک در میانه دهه ۱۹۳۰ میلادی در قالب اصلاحات آتاترک با اسباب گسترده لائیکیسم تقویت و تثبیت شد. در نهایت ، زمانی که ترکیه درخواست عضویت در اتحادیه اروپا را داد ، بعضی اعضای اتحادیه این موضوع که اروپا برای ترکیه به عنوان یک کشور مسلمان جای مناسبی است را زیر سوال بردند. رجال سیاسی ترکیه ، مخالفان ورود این کشور به اتحادیه اروپا را به طرفداری از یک ((باشگاه مسیحی)) متهم کردند.
در حالی که ترکیه به شکل رسمی سکولار است ، تمام مدارس ابتدایی و دبیرستان های دوره اول موظف به تدریس آموزه های دینی (از سال ۱۹۸۲)  شدند.برنامه آموزش دینی این کشور مبتنی بر اسلام سنّی است. میزان پوشش مطالعاتی باقی دین ها به مدرسه مربوطه بستگی دارد. این سیاست ها مورد بحث و عیب جویی توسط عموم مردم ترکیه و رسانه های خارجی شد. در هر حال برنامه درسی دبیرستان ها ، آموزه های دینی را از طریق یک دوره فلسفه(Felsefe)و به انضمام اطلاعات بیشتر درباره دین های دیگر آموزش می‌دهد. این کشور همچنین مدارس عمومی اسلامی به نام ((مدارس امام حاتپ)) دارد که در دهه پنجاه میلادی به شهرت رسیدند. مدارس در برنامه آموزشی و اینکه آیا عربی درس می‌دهند یا خیر ، تفاوت دارند.
از آغاز دهه ۱۹۸۰، نقش دین در دولت یک موضوع تفرقه‌انگیز بوده است، زیرا جناح‌های مذهبی با نفوذ سکولاریزاسیون کاملی را که کمالیسم درخواست می‌کرد، به چالش کشیدند و رعایت شئونات اسلامی احیای اساسی را تجربه کرد. در اوایل دهه ۲۰۰۰، پس از به قدرت رسیدن حزب عدالت و توسعه (AKP) به رهبری رجب طیب اردوغان در سال ۲۰۰۲، گروه های اسلامی مفهوم یک دولت سکولار را با قدرت فزاینده ای به چالش کشیدند.